# 13e étape du Tour d'Espagne 2015
La 13e étape du Tour d'Espagne 2015 s'est déroulée le vendredi 4 septembre 2015, entre Calatayud et Tarazona, sur une distance de 173 km.

## Résultats

### Classement de l'étape
| Classement de l'étape | Classement de l'étape | Classement de l'étape | Classement de l'étape | Classement de l'étape |
|                       | Coureur               | Pays                  | Équipe                | Temps                 |
| --------------------- | --------------------- | --------------------- | --------------------- | --------------------- |
| 1er                   | Nélson Oliveira       | Portugal              | Lampre-Merida         | en 4 h 14 min 1 s     |
| 2e                    | Julien Simon          | France                | Cofidis               | + 1 min               |
| 3e                    | Nicolas Roche         | Irlande               | Sky                   | + 1 min               |
| 4e                    | Sylvain Chavanel      | France                | IAM                   | + 1 min               |
| 5e                    | José Joaquín Rojas    | Espagne               | Movistar              | + 1 min               |
| 6e                    | Rinaldo Nocentini     | Italie                | AG2R La Mondiale      | + 1 min               |
| 7e                    | Kévin Réza            | France                | FDJ                   | + 1 min               |
| 8e                    | Mikaël Cherel         | France                | AG2R La Mondiale      | + 1 min               |
| 9e                    | Cameron Meyer         | Australie             | Orica-GreenEDGE       | + 1 min               |
| 10e                   | Maxime Monfort        | Belgique              | Lotto-Soudal          | + 1 min               |
| modifier              |                       |                       |                       |                       |

### Classements à l'issue de l'étape

#### Classement général
| Classement général | Classement général | Classement général | Classement général | Classement général    |
|                    | Coureur            | Pays               | Équipe             | Temps                 |
| ------------------ | ------------------ | ------------------ | ------------------ | --------------------- |
| 1er                | Fabio Aru          | Italie             | Astana             | en + 51 h 33 min 19 s |
| 2e                 | Joaquim Rodríguez  | Espagne            | Katusha            | + 27 s                |
| 3e                 | Tom Dumoulin       | Pays-Bas           | Giant-Alpecin      | 30 s                  |
| 4e                 | Rafał Majka        | Pologne            | Tinkoff-Saxo       | + 1 min 28 s          |
| 5e                 | Esteban Chaves     | Colombie           | Orica-GreenEDGE    | + 1 min 29 s          |
| 6e                 | Alejandro Valverde | Espagne            | Movistar           | + 1 min 52 s          |
| 7e                 | Daniel Moreno      | Espagne            | Katusha            | + 1 min 54 s          |
| 8e                 | Mikel Nieve        | Espagne            | Sky                | + 1 min 58 s          |
| 9e                 | Gianluca Brambilla | Italie             | Etixx-Quick Step   | + 2 min 15 s          |
| 10e                | Romain Sicard      | France             | Europcar           | + 2 min 15 s          |
| modifier           |                    |                    |                    |                       |